# Каша, Филип
Фи́лип Ка́ша (чеш. Filip Kaša; род. 1 января 1994, Острава) — чешский футболист, защитник венгерского клуба «Дьёр».
В 2021 году сыграл два матча за сборную Чехии.

## Клубная карьера
Каша — воспитанник клуба «Баник» из своего родного города. 8 марта 2014 года в матче против «Пршибрама» он дебютировал в Гамбринус лиге. 5 мая в поединке против «Сигмы» Филип забил свой первый гол за «Баник». Летом 2016 года он перешёл в словацкую «Жилину». 10 сентября в матче против «Земплина» Каша дебютировал в словацкой Суперлиге. В этом же поединке он забил свой первый гол за «Жилину». В 2017 году Каша стал чемпионом Словакии.

## Международная карьера
В 2017 году в составе молодёжной сборной Чехии Каша принял участие в молодёжном чемпионата Европы в Польше. На турнире он был запасным и на поле не вышел.
5 сентября 2021 года дебютировал за главную сборную Чехии в матче отборочного турнира к чемпионату мира против сборной Бельгии.

### Статистика выступлений за сборную
| Матчи за сборную Чехии | Матчи за сборную Чехии | Матчи за сборную Чехии | Матчи за сборную Чехии | Матчи за сборную Чехии | Матчи за сборную Чехии  | Матчи за сборную Чехии |
| ---------------------- | ---------------------- | ---------------------- | ---------------------- | ---------------------- | ----------------------- | ---------------------- |
| №                      | Дата                   | Оппонент               | Счёт                   | Голы                   | Соревнование            |                        |
| 1                      | 5 сентября 2021        | Бельгия                | 0:3                    | -                      | Отборочный матч ЧМ-2022 |                        |
| 2                      | 8 сентября 2021        | Украина                | 1:1                    | -                      | Товарищеский матч       |                        |

## Достижения
Командные
 Жилина
- Чемпион Словакии: 2016/17

 Виктория Пльзень
- Чемпион Чехии: 2021/22